# アメリカ陸軍資材コマンド
アメリカ陸軍資材コマンド（アメリカりくぐんしざいコマンド、英: United States Army Materiel Command、略称AMC）は、アメリカ陸軍の資材の主要な供給部隊である。さらにコマンドの任務には、施設の管理やメンテナンス、各種部品の配布が含まれている。1962年5月8日に編制が開始され、同年8月1日にアメリカ陸軍の主要な野戦コマンドとして編制を完結した。フランク・S・ベッソン・ジュニア中将は、その指揮により実施したアメリカ陸軍省の調査により、「資材開発・兵站コマンド」の設置を勧告した。フランク・S・ベッソン・ジュニア中将が初代司令官を務めた。
コマンドは、資材の開発研究、兵器廠、弾薬工場、その他の施設、陸上及び海上に事前配備された資材を管理運用している。また、コマンドは化学兵器と通常兵器の配備について、アメリカ国防総省の執行官となる。
コマンドは、アメリカ国防総省において、アメリカの同盟国に陸軍の装備品とサービスを売却する事業を担当し、外国によるアメリカの兵器システムの共同生産に関する協定の交渉と実施も担当する。

## 概要
アメリカ陸軍資材コマンドは、1973年までロナルド・レーガン・ワシントン・ナショナル空港に司令部を置いていた。その後、1973年から2003年までは、バージニア州アレクサンドリアのアイゼンハワー・アベニュー5001番地の建物に司令部を置いた。この間、1976年1月から1984年8月まで、コマンドはアメリカ陸軍資材開発準備コマンド（DARCOM）と改称された。2003年から2005年にかけてバージニア州フォート・ベルモアに司令部を置いていたが、2005年の基地再編・閉鎖委員会によって、アラバマ州に司令部を移転した。現在は、アラバマ州ハンツビルのレッドストーン兵器廠に司令部を置き、アメリカの49州及び世界50か国以上にある149の拠点に展開している。コマンドには、7万人以上の軍人と文民職員が所属している。

## 司令官
| 代 | 司令官                             | 司令官                                  | 期間           | 期間           | 期間       |
| 代 | 公式写真                           | 氏名                                    | 就任日         | 退任日         | 日数       |
| -- | ---------------------------------- | --------------------------------------- | -------------- | -------------- | ---------- |
| 1  | フランク・S・ベッソン・ジュニア    | 大将 フランク・S・ベッソン・ジュニア    | 1962年4月2日   | 1969年3月10日  | 6年, 342日 |
| 2  | フェルディナンド・J・チェサレク    | 大将 フェルディナンド・J・チェサレク    | 1969年3月10日  | 1970年11月1日  | 1年, 236日 |
| 3  | ヘンリー・A・マイリー・ジュニア    | 大将 ヘンリー・A・マイリー・ジュニア    | 1970年11月1日  | 1975年2月12日  | 4年, 103日 |
| 4  | ジョン・R・ディーン・ジュニア      | 大将 ジョン・R・ディーン・ジュニア      | 1975年2月12日  | 1977年2月1日   | 1年, 355日 |
| 5  | ジョージ・サメット・ジュニア       | 中将 ジョージ・サメット・ジュニア       | 1977年2月1日   | 1977年5月1日   | 89日       |
| 6  | ジョン・R・ガスリー                | 大将 ジョン・R・ガスリー                | 1977年5月1日   | 1981年8月1日   | 4年, 92日  |
| 7  | ドナルド・R・キース                | 大将 ドナルド・R・キース                | 1981年8月1日   | 1984年6月29日  | 2年, 333日 |
| 8  | リチャード・ホーナー・トンプソン   | 大将 リチャード・ホーナー・トンプソン   | 1984年6月29日  | 1987年4月13日  | 2年, 288日 |
| 9  | ルイス・C・ワグナー・ジュニア      | 大将 ルイス・C・ワグナー・ジュニア      | 1987年4月13日  | 1989年9月27日  | 2年, 167日 |
| 10 | ウィリアム・G・T・タトル・ジュニア | 大将 ウィリアム・G・T・タトル・ジュニア | 1989年9月27日  | 1992年1月31日  | 2年, 126日 |
| 11 | ジミー・D・ロス                    | 大将 ジミー・D・ロス                    | 1992年1月31日  | 1994年2月11日  | 2年, 11日  |
| 12 | レオン・E・サロモン                | 大将 レオン・E・サロモン                | 1994年2月11日  | 1996年3月27日  | 2年, 45日  |
| 13 | ジョニー・E・ウィルソン            | 大将 ジョニー・E・ウィルソン            | 1996年3月27日  | 1999年5月14日  | 3年, 48日  |
| 14 | ジョン・G・コバーン                | 大将 ジョン・G・コバーン                | 1999年5月14日  | 2001年10月30日 | 2年, 169日 |
| 15 | ポール・J・カーン                  | 大将 ポール・J・カーン                  | 2001年10月30日 | 2004年11月5日  | 3年, 6日   |
| 16 | ベンジャミン・S・グリフィン        | 大将 ベンジャミン・S・グリフィン        | 2004年11月5日  | 2008年11月14日 | 4年, 9日   |
| 17 | アン・ダンウッディ                 | 大将 アン・ダンウッディ                 | 2008年11月14日 | 2012年6月28日  | 3年, 227日 |
| 18 | デニス・L・ビア                    | 大将 デニス・L・ビア                    | 2012年6月28日  | 2016年9月30日  | 4年, 94日  |
| 19 | ギュスターヴ・F・レッグ            | 大将 ギュスターヴ・F・レッグ            | 2016年9月30日  | 2020年7月2日   | 3年, 276日 |
| 20 | エドワード・M・デイリー            | 大将 エドワード・M・デイリー            | 2020年7月2日   | Incumbent      | 4年, 253日 |

## 編制

### 従属コマンド
- アメリカ陸軍契約コマンド
- アメリカ陸軍維持コマンド
- アメリカ陸軍航空・ミサイルコマンド
- アメリカ陸軍通信・電子コマンド[9]
- アメリカ陸軍化学活動
- 統合需品コマンド[10][11]
- アメリカ陸軍戦車・自動車・軍備コマンド[12]
- アメリカ陸軍治安支援コマンド
- アメリカ陸軍衛生兵站コマンド
- アメリカ陸軍財務管理コマンド（以前は陸軍省の直轄部隊であったが、2019年10月1日に資材コマンドに移管された[13]。）
- アメリカ陸軍設置管理コマンド（以前は陸軍省の直轄部隊であったが、現在は資材コマンドに移管されている[14][15]。）
- 軍事前方展開・分布コマンド

### かつての従属コマンド
- アメリカ陸軍戦闘能力開発コマンド（旧アメリカ陸軍研究・開発・工学コマンド）：2019年3月に、研究・開発・工学センターが管理運用しているアメリカ陸軍将来コマンドに移管された。現在、コマンドは、センターの活動をサポートしている。

### その他の従属コマンド
- 組立済み化学兵器代用プログラム事務局